# Рольовий конфлікт
Рольовий конфлікт — конфлікт, обумовлений суперечностями між різними ролями або компонентами ролей одного або декількох індивідів.
Рольовий конфлікт — це один з різновидів рольового стресу, поряд з рольовою неоднозначністю і рольовим перевантаженням.

## Визначення й теорія
Відповідно до визначення рольового конфлікту одного із провідних спеціалістів в області рольових теорій Брюса Біддла «рольовий конфлікт — це будь-яка з декількох можливих відносно тривалих невідповідностей між елементами ролей, що проявляються людьми в соціальній ситуації, які призводять до проблем для одного або більшого числа цих людей як індивідуумів».
Рольові конфлікти виникають із суперечностей між трьома групами факторів: а) організаційними (рольовими приписаннями, або соціально заданими рольовими позиціями); б) міжособистісними (стилем взаємодії, взаємними рольовими очікуваннями); в) особистісними (мотивами, цінностями, побоюваннями, Я-концепцією людини).

### Типи рольових конфліктів
У різних джерелах налічується від 4 до 16 типів рольових конфліктів, найчастіше зустрічаються такі:
- інтрарольовий — внутрішній конфлікт між різними компонентами або різновидами однієї і тієї ж ролі;

- інтеррольовий — внутрішній конфлікт між несумісними (дивергентними) ролями, які грає один індивід;
- інтраперсональний — внутрішній конфлікт між різними моделями однієї і тієї ж ролі;
- інтерперсональний — зовнішній конфлікт між несумісними (дивергентними) ролями різних людей.[2]

В основі внутрішніх рольових конфліктів лежать розбіжності між рольовою поведінкою людини та його уявленням про себе як про суб'єкта цієї ролі. Він виникає тоді, коли людина приймає психологічну роль тільки зовні, на рівні поведінки, але не може прийняти її внутрішньо, на рівні переживання, вважати своєю. Ситуація внутрішнього рольового конфлікту може виникати, коли людина змушена прийняти психологічну роль під тиском зовнішніх обставин. Внутрішній рольовий конфлікт може виникати і в ситуації, коли до однієї й тій же ролі пред'являються суперечливі очікування з боку різних суб'єктів або груп, які неможливо задовольнити одночасно.
В основі зовнішніх рольових конфліктів найчастіше лежать суперечки між реальною рольовою поведінкою людини та рольовими очікуваннями з боку людей довкола. Він виникає в ситуаціях, коли людина не хоче або не може виконувати ту соціальну роль, яку вона повинна грати відповідно до свого положення в групі, або не приймає соціальні рольові стереотипи та норми, прийняті в суспільстві. В результаті такого порушення з боку соціуму можуть слідувати санкції різного ступеня суворості. Зовнішній рольовий конфлікт може виникати також при зміні людиною рольової поведінки. Прагнення відігравати нову роль натрапляє на старі очікування, що сформувалися в групі, які змушують людини повертатися в попередню роль.
Внутрішній і зовнішній конфлікти можуть переходити один в одного. Піддаючись груповому тиску та змінюючи свою рольову поведінку на соціально бажану, людина «заганяє» конфлікт усередину. Навпаки, якщо вона за внутрішнім спонуканням «скидає» з себе небажану роль, то конфлікт переходить у зовнішній. Конформні та гіперсоціалізовані особистості тяжіють до внутрішнього рольового конфлікту, що, по суті, є невротичним реагуванням на ситуацію. Особистості, що відрізняються психопатичною дезадаптацією, навпаки, схильні до зовнішнього.